# Abdesslem Dekkiche
Abdesslem Dekkiche né le 27 février 1986 est un basketteur international algérien, sélectionné en équipe nationale algérienne de basket-ball.